# حسن طهراني مقدم
حسن طهراني مقدم المؤسس الرئيس لصناعة الصواريخ الإيرانية ومؤسس وحدات المدفعية لصورايخ الحرس الثوري الإيراني خلال ثماني سنوات في الحرب العراقية الإيرانية. ومسئول منظمة الاكتفاء الذاتي والبحوث الصناعية للحرس الثوري الإيراني. أسس برامج الصواريخ بعيدة المدى الإيرانية وصمم صواريخ شهاب، قدر وسجيل مع المدى التشغيلي يتعدى 1000 كيلومتر. ولهذه الأسباب يعتبر أب البرنامج الصاروخي في إيران.
قتل سنة 2011 في حادث انفجار في قاعدة عسكرية في مدينة ملارد قرب مدينة طهران.

## حياته
ولد طهراني مقدم على 29 أكتوبر 1959 في طهران. في عام 1977 تخرج من المدرسة الثانوية. في عام 1979، حصل على دبلوم في الهندسة الصناعية من المدرسة الثانوية النفيسي، في عام 1981، حصل على درجة البكالوريوس من جامعة طوسي التكنولوجية. شارك مقدم في الثورة الإسلامية الإيرانية عام 1979، في عام 1980 إنضم إلى حرس الثورة الإسلامية وأعطي له مسئولية المعلومات في منطقة 3 فيلق الشمال. كان له دور هام في حرب الخليج الأولى ما يلي:
1. إنشاء المدفعیة الأولی لحرس الثورة الإسلامية في عام 1982
2. إنشاء مركز للبحوث المدفعية في الأهواز في عام 1982
3. إنشاء مركز قيادة الصواريخ في الحرس الثوریة الإیرانیة في أكتوبر 1983
4. إطلاق قذائف مدفعية بإتجاه البصرة في الحرب بين الإيران والعراق في يناير 1984
5. إطلاق أول صاروخ بإتجاه كركوك في الحرب بين الإيران والعراق في فبراير 1985
6. قائد الصواريخ التابعة للقوات الجوية الحرس الثورة الإسلامیة في أغسطس 1985
7. إنشاء وحدة صواريخ حزب الله اللبنانية في السنوات 1986-1987
8. صمم الصاروخ نذیر، أول صاروخ إيراني، في عام 1987
9. المشاركة في عملیة مرصاد في أغسطس 1988

## مطوّر برنامج الصواریخ الإیرانیة
بعد الحرب العراقية الإيرانية (1980-1988)، كان لدى إیران صواريخ سكود غير محلية فقط، مع مدی تشغيلي محدود لمسافة 300 كيلومتر، عين طهراني مقدم مديراً لبرنامج الصواريخ بعیدة المدى وصمم عدداً من الصواريخ المختلفة. وکان هدفه تطویر صاروخٍ یبلغ مداه التشغیلي إلی أکثر من 1000 کیلومتر من شأنه أن یهدد إسرائیل. وقال اللواء مصطفي ايزدي وهو قائد في الحرس الثوري الإسلامي والصديق المقّرب لطهراني مقدم: «منذ عام 1984 اتخذ طهراني مقدم المبادرة للنظام الصاروخي أرض-أرض في حرس الثورة الإسلامية. العمل الذي أفزع القوى الامبريالية في العالم والكيان الصهيوني حتى اليوم.»
في البداية صمم طهراني مقدم صواريخ تمت هندستها العكسية من صواريخ سكود غير المحلية. أنتج شهاب-1 من سكود-B، ومن ثم طوّر شهاب-2 وصواريخ زلزال (زلزال-1، زلزال-2 وزلزال-3). في عام 1998، طور شهاب 3 من سكود-C، وهو صاروخ باليستي متوسط المدى مع المدي التشغيلي 2000 كيلومتر. اُخْتُبِر بين عامي 1998 و2003 وأضيف إلى الترسانة العسكرية الإيرانية يوم 7 يوليو 2003، مع الإعلان الرسمي من قبل آية الله علي خامنئي في 20 تموز من العام نفسه. تحسّن طهراني مقدم مقدم في وقت لاحق شهاب 3 وطوّر نسخة جديدة من هذا الصاروخ يسمى قدر-110، والذي يبلغ مداه ما بين 1,800-2,000 كيلومترا وهو معروف أيضا باسم قدر-101.
في عام 2008، طوّر طهراني مقدم أول مجموعة من الصواريخ الباليستية الإيرانية التي تعمل بالوقود الصلب المعروفة باسم سجيل.
وسجّيل استبدل شهاب الصاروخ الباليستي الذي يعمل بالوقود السائل. وفقا لمصادر بنتاغون الأميركي، الصورة الجانبية من صاروخ سجيل تطابق كثيرا علي صاروخ عاشوراء (قدر-110) وصاروخ ثامن. اختبارات إطلاق صاروخ سجيل في 13 نوفمبر 2008 عرض المدي التشغيلي ما بين 2,000-2,400 كيلومتر. لاحقا إلى هذا طور طهراني مقدم صواريخ شهاب، قدر، وسجيل.
وقال سعيد قاسمي، أحد قادة الحرس الثوري الإسلامي، أن إيران تدين برنامجها الصاروخي لمقدم، وذكر: "جزء كبير من تقدم إيران في مجال القدرات الصاروخية والمدفعية يرجع إلى جهود على مدار الساعة من قبل مقدم ". ووصف قائد آخر طهراني مقدمَ كمؤسس لأنظمة الصواريخ أرض-أرض في الحرس الثوري الإسلامي. حسين سلامي نائب رئيس الحرس الثوري الإيراني، أعلن عن دوره: "كان طهراني مقدم المهندس الرئيسي لمدفع الحرس الثوري والقدرة الصاروخية "ومؤسس قوة الردع لبلدنا".

## وفاته

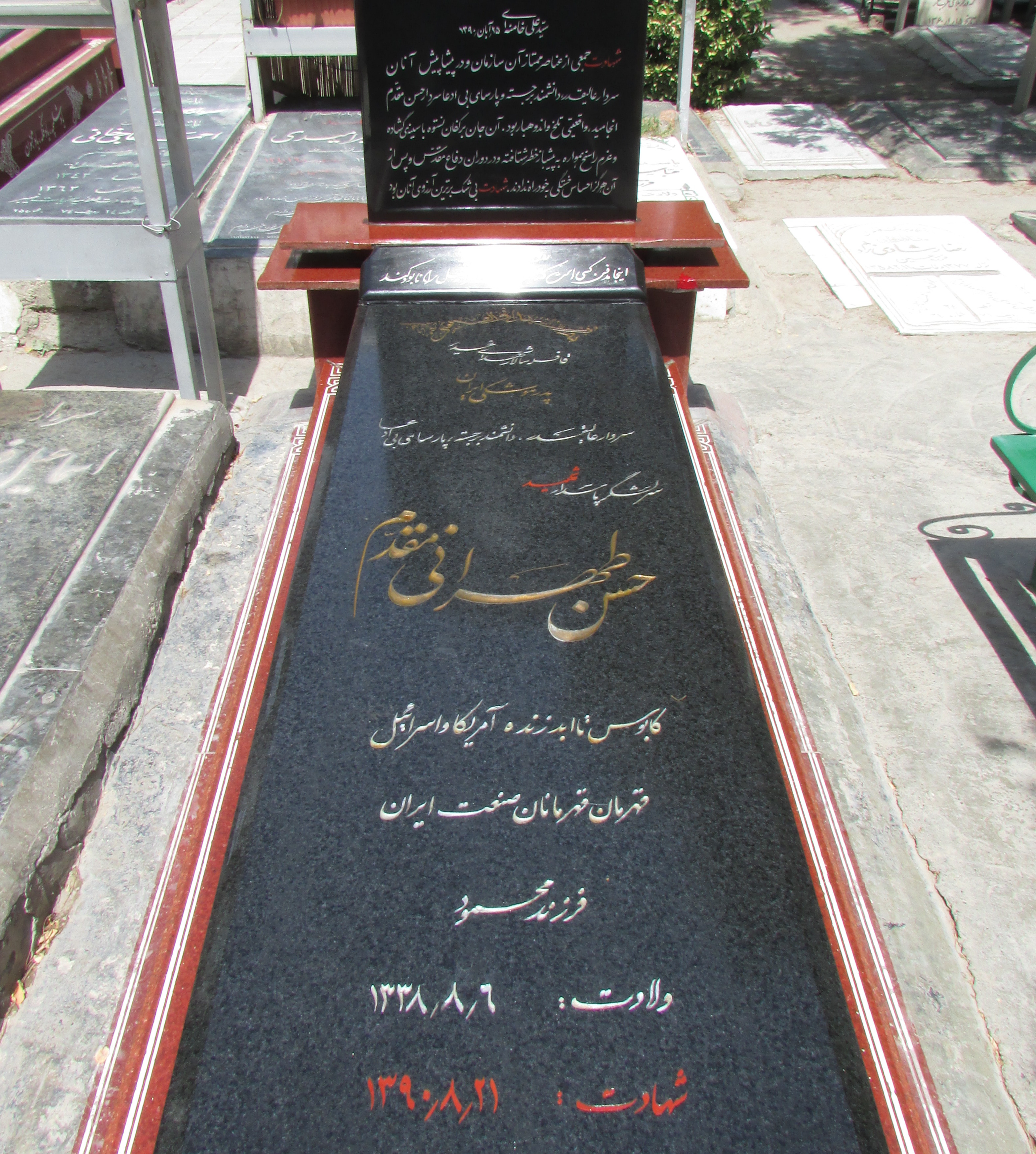
مقبرة حسن طهرانی مقدم في جنة الزهراء بطهران

انفجار ترسانة بیدغانة كان انفجارا كبيرا وقع في 12 نوفمبر 2011 في الحامية الصاروخیة مدرّس. وسبعة عشر عضوا من حرس الثورة الإسلامیة قتلوا في هذا الحادث،  من بينهم والد برنامج الصواريخ الإيرانية. والذين لقوا حتفهم معروفون باسم «شهيدان الغدير»
بعد الانفجار، أشارت تقارير أولية أن ذلك قد حدث في محطة CNG(الغاز الطبیعي المضغوط)، ولكن تم رفض ذلك لاحقا. وقال المسؤولون الإيرانيون أن الانفجار في قاعدة الصواريخ كان حادثا، واستبعدوا أي تخريب نظمتها الولايات المتحدة وحلفائها الإقليميين.
وقال الحرس الثوري الإسلامي أن الانفجار «قد وقعت في مستودع للأسلحة عند نقل العتاد».
وعلى الموقع الإلكتروني للبرلمان الإيراني، (icana.ir)، نقلا عن النائب الإيراني برويز سروري، قال: «لم يتورّط أي تخريب في هذا الحادث. وليس له أي علاقة بالسياسة». ومع ذلك، نقلت مجلة تایم "استنادا إلی «مصدر مخابرات غربي»: ان الموساد يقف وراء الانفجار، وغيرها من التقارير التي قد نسبت لأجهزة الاستخبارات الغربية، كما ذكر تورط الاستخبارات الإسرائیلیة ومنظمة العمليات الخاصة. وقال مسؤول -لدیه علاقات وثيقة مع النظام في إيران- بشرط عدم الكشف عن هويته، في تحدثه مع صحیفة الغارديان، انه يعتقد أن انفجار بیدغانة كان «جزءا من الحرب السرية ضد إيران، بقيادة إسرائيل».

## تذكاري
بعد استشهاد حسن طهراني مقدم، وافق مجلس مدينة طهران مع تغيير اسم ساحة کاج في المنطقة الثانية لبلدية طهران، إلی ساحة الشهيد حسن طهراني مقدم.

## معرض صور

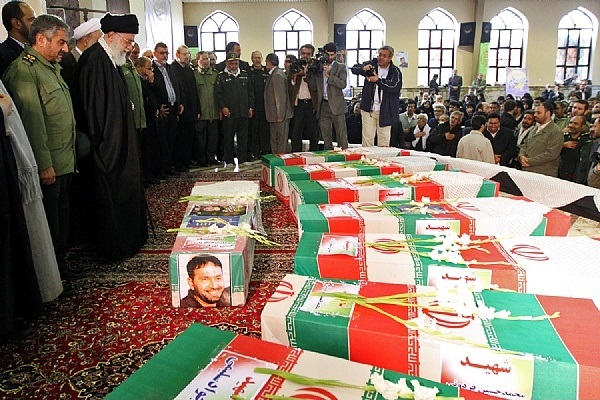
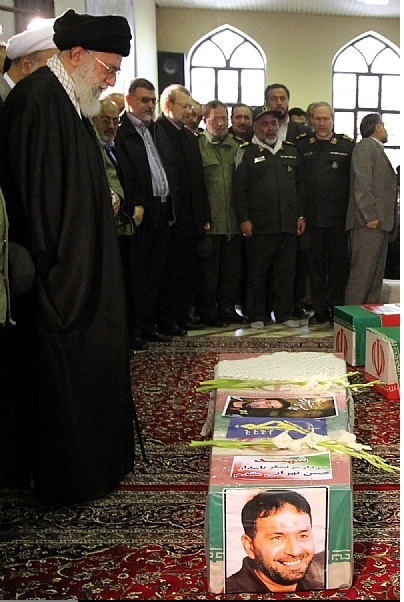
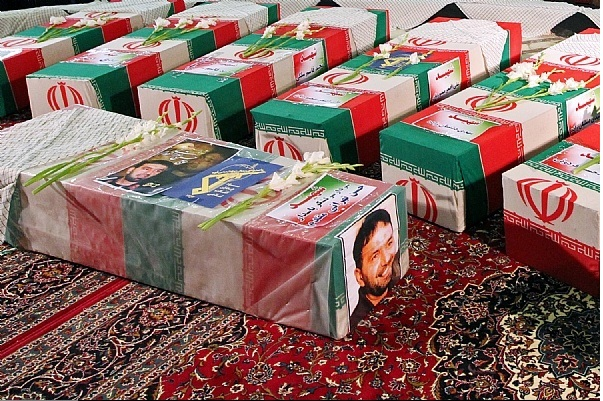
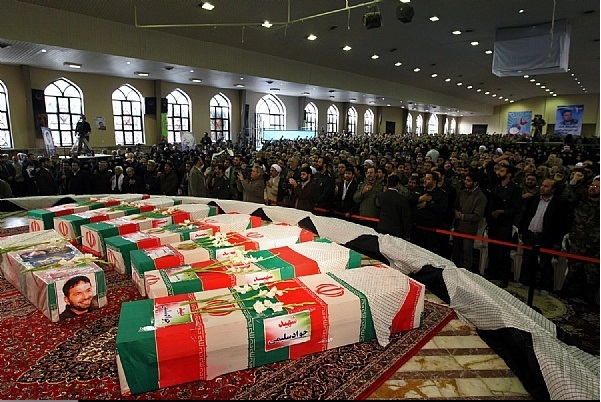